# Stenodynerus lineatifrons
Stenodynerus lineatifrons (лат.) — вид одиночных ос из семейства Vespidae.

## Распространение
Встречаются в Северной Америке: США (Северная Каролина, Южная Каролина, Флорида, Вайоминг).

## Описание
Длина переднего крыла самок 6,5—7,5 мм, а у самцов — 5,5—7,0 мм. Окраска тела в основном чёрная с жёлтыми отметинами. Гнёзда строят в древесине. Для кормления своих личинок добывают в качестве провизии гусениц бабочек из семейств Gelechiidae и Tortricidae.